# Ophiomyia septima
Ophiomyia septima este o specie de muște din genul Ophiomyia, familia Agromyzidae, descrisă de Spencer în anul 1969. Conform Catalogue of Life specia Ophiomyia septima nu are subspecii cunoscute.